# IPv4-mapped address
Gli indirizzi IPv4-mapped sono stati pensati per favorire la transizione da IPv4 a IPv6.
Questi permettono di definire indirizzi IPv6 per nodi che supportano solo IPv4.

## Funzionamento
I primi 80 bit sono posti a 0, i successivi 16 bit sono posti a 1 (ffff) e gli ultimi 32 bit rappresentano l'indirizzo IPv4.

## Esempi
L'indirizzo
```
0:0:0:0:0:ffff:192.168.30.2 
```

è equivalente a
```
::
ffff:192.168.30.2
```

che è possibile scrivere anche
```
::
ffff:C0A8:1E02
```

utilizzando solamente la notazione esadecimale.